# Pauraque
De pauraque (Nyctidromus albicollis) is een vogel uit de familie van de nachtzwaluwen (Caprimulgidae) die voorkomt in Amerika.

## Beschrijving
De pauraque is een middelgrote nachtzwaluw van 22 tot 28 cm lengte. De kleur is zeer variabel; er zijn grijs kleurige varianten en een meer roodbruin gekleurd ras. Verder zijn er 7 ondersoorten bekend. De pauraque heeft veel wit op de punten van de vleugels en op de buitenste staartpennen.

## Verspreiding en leefgebied
De broedgebieden van de pauraque aan de golfkust van de Verenigde Staten vervolgens in heel Midden-Amerika, het Caraïbische gebied en  in Zuid-Amerika tot in Argentinië. Het is een vogel van halfopen landschappen, graslanden, gebieden met struikgewas en ook wel akkerland.
De soort telt zes ondersoorten:
- N. a. insularis: Três Marias (nabij westelijk Mexico).
- N. a. merrilli: zuidelijk Texas en noordoostelijk Mexico.
- N. a. yucatanensis: van westelijk en oostelijk Mexico (inclusief Yucatán) tot centraal Guatemala.
- N. a. gilvus: centraal en oostelijk Panama en noordelijk Colombia.
- N. a. albicollis: van zuidelijk Guatemala tot noordwestelijk Peru, oostelijk Colombia en Venezuela via de Guyana's en Brazilië.
- N. a. derbyanus: Bolivia, centraal en zuidelijk Brazilië, Paraguay en noordoostelijk Argentinië.

## Status
De pauraque heeft een groot verspreidingsgebied en daardoor is de kans op uitsterven gering. De grootte van de populatie is niet gekwantificeerd maar gaat in aantal achteruit. Echter, het tempo ligt onder de 30% in tien jaar (minder dan 3,5% per jaar). Om deze redenen staat deze nachtzwaluw als niet bedreigd op de Rode Lijst van de IUCN.

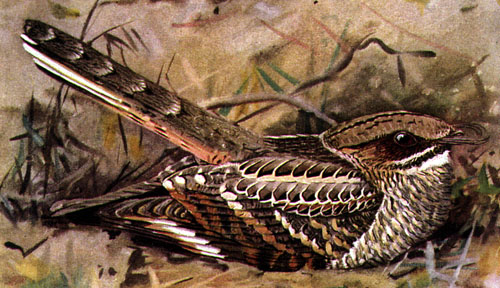
Afbeelding van de pauraque
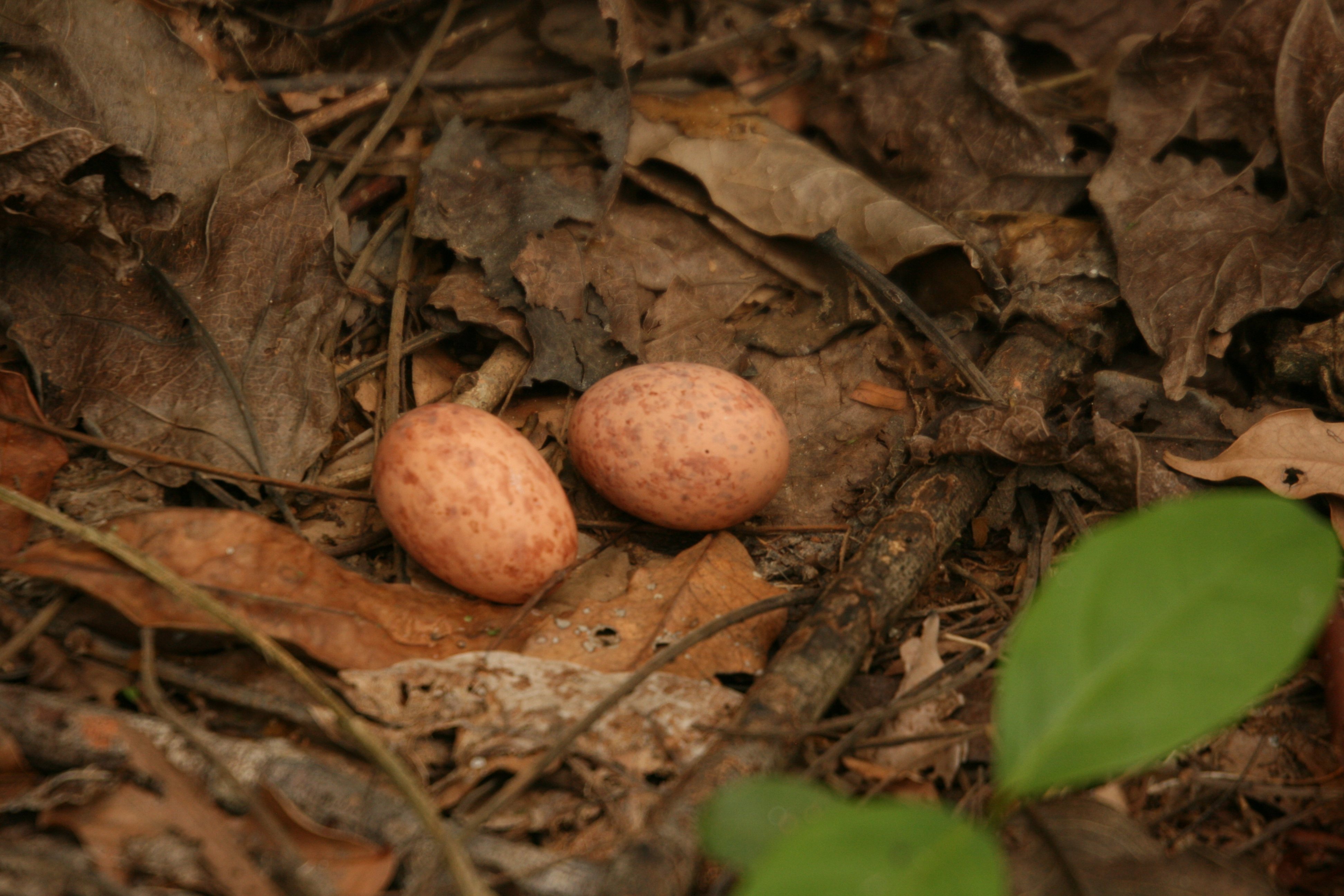
Nest met eieren